# Campeonato Mundial de Natación de 2027
El XXIII Campeonato Mundial de Natación se celebrará en Budapest (Hungría) entre el 26 de Junio y el 18 Julio del año 2027 bajo la organización de World Aquatics y la Federación Húngara de Natación.
Se realizarán competiciones de natación, natación artística, saltos, saltos de gran altura, natación en aguas abiertas y waterpolo.

## Instalaciones
Las instalaciones usadas por deporte son las siguientes:
- Natación y waterpolo – MVM Dome;
- Saltos y natación artística – Arena Danubio;
- Natación en aguas abiertas – Bahía de Lágymányos;
- saltos de gran altura – Centro de Budapest.